# Oinaslammi
Oinaslammi är en sjö i Finland. Den ligger i kommunen Jämsä i landskapet Mellersta Finland, i den södra delen av landet, 200 km norr om huvudstaden Helsingfors. Oinaslammi ligger 111 meter över havet. Den ligger vid sjön Laukalammi. I omgivningarna runt Oinaslammi växer i huvudsak blandskog. Arean är 4,7 hektar och strandlinjen är 0,83 kilometer lång. Sjön  ingår i Kymmene älvs huvudavrinningsområde. 